# Тода
Тода (јап. 戸田市) град је у Јапану у префектури Саитама. Према попису становништва из 2005. у граду је живело 116.696 становника.

## Становништво
Према подацима са пописа, у граду је 2005. године живело 116.696 становника.
| 1995.  | 2000.   | 2005.   |
| ------ | ------- | ------- |
| 97.571 | 108.039 | 116.696 |